# Македонска дружба
Македонската дружба е тайна организация на група македонски българи след края на Първата световна война.
Неин главен учредител и ръководител е Владимир Руменов, а освен него в нея членуват Константин Станишев, Георги Баждаров, Евтим Спространов, Димитър Михайлов, Вельо Деспотов, Наум Томалевски и други. През 1920 година издават „Македонски катехизис“.
Членовете ѝ са близки до кръговете на Вътрешната македонска революционна организация, в която се вливат и заемат ръководни постове по-късно.